# Chiesa dei Santi Michele, Pietro e Paolo
La chiesa dei Santi Michele, Pietro e Paolo è la parrocchiale di Favria, in città metropolitana ed arcidiocesi di Torino; fa parte del distretto pastorale Torino Nord.

## Storia
La precedente parrocchiale favriese, dedicata ai santi Pietro e Paolo e posta nello stesso luogo dove poi sarebbe sorto il luogo di culto settecentesco, venne edificata nel XVI secolo.
Tra il 1749 e il 1752 fu aggiunta la sagrestia, realizzata seguendo i progetti dell'architetto Costanzo Michela.
Già pochi decenni dopo, però, ovvero nella seconda metà degli anni sessanta di quel secolo, prese avvio il cantiere della nuova chiesa; i lavori vennero poi ultimati nel 1810, mentre tra quell'anno e il successivo furono realizzati degli affreschi a firma di Giuseppe Paladino.
La consacrazione della nuova parrocchiale venne impartita nel 1814.
Un secolo dopo, nel 1914, il pittore Federico Siffredi procedette alla decorazione e al restauro dell'interno, mentre nel 1926 la facciata, che era rimasta incompiuta, venne terminata dall'architetto Giuseppe Gallo.
Durante gli anni settanta si procedette all'esecuzione dell'adeguamento liturgico secondo le usanze postconciliari mediante l'aggiunta dell'ambone e dell'altare rivolto verso l'assemblea.

## Descrizione

### Facciata
La barocca facciata della chiesa, rivolta a occidente, è suddivisa in due registri: quello inferiore, scandito da colonne e lesene con capitelli con volute, presenta centralmente il portale d'ingresso, sormontato da un ovale contenente una raffigurazione sacra ed è sormontato da una timpano semicircolare spezzato, mentre quello superiore, affiancato da due torrette, è caratterizzato da una finestra circolare.
Annesso alla parrocchiale è il campanile a base quadrata, suddiviso in più registri da cornici; la cella presenta su ogni lato una monofora a tutto sesto ed è coperta dal tetto a quattro falde.

### Interno

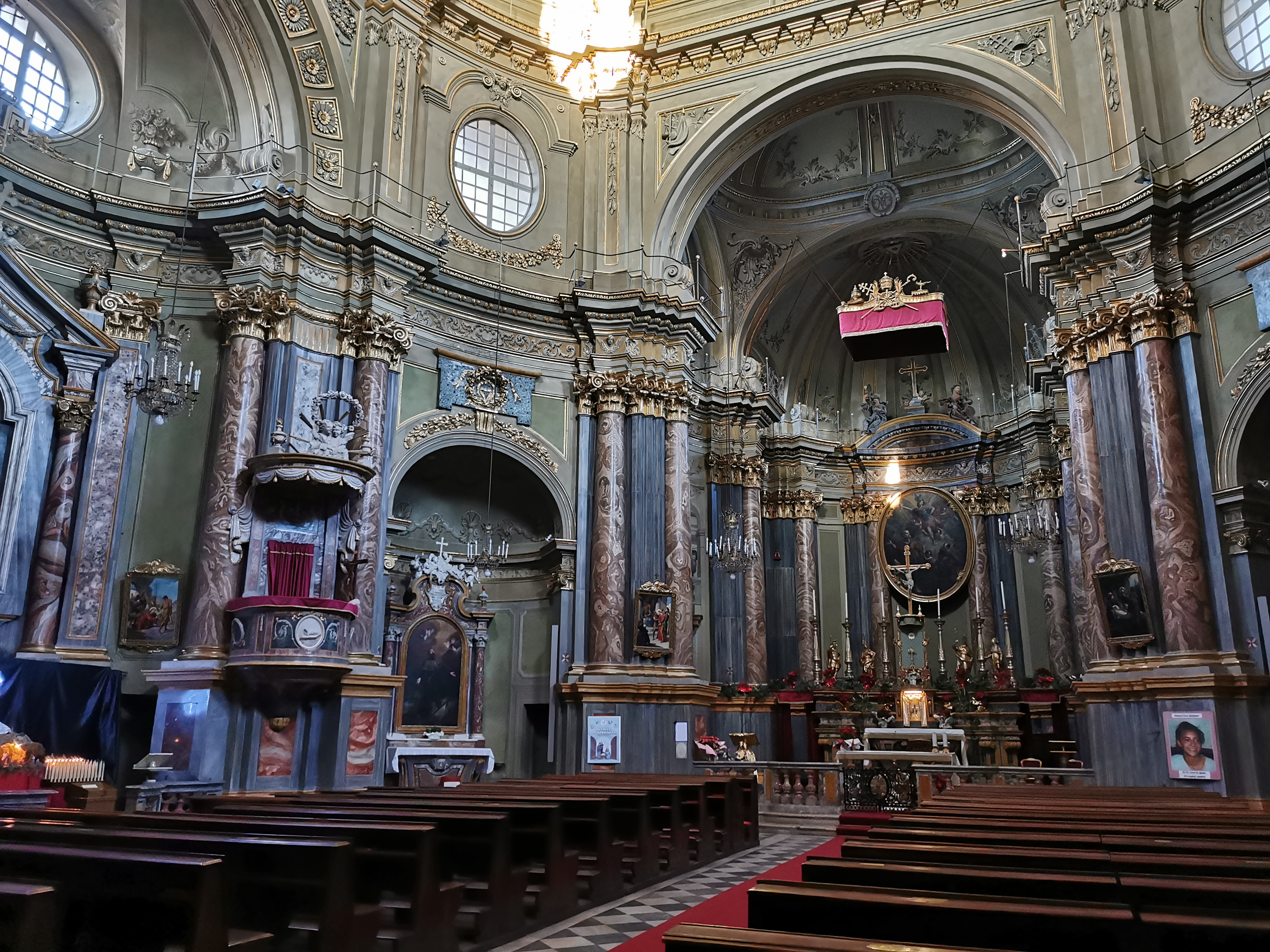
Interno

L'interno dell'edificio, caratterizzato da pianta centrale, si compone di un'unica ampia navata, sulla quale si affacciano le cappelle laterali, introdotte da archi a tutto sesto, e le cui pareti sono scandite da colonne terminanti con capitelli dorati, sopra le quali corre la trabeazione modanata e aggettante sorreggente il registro attico abbellito da lesene; al termine dell'aula si sviluppa il presbiterio, rialzato di alcuni gradini, delimitato da balaustre e chiuso dall'abside semicircolare, coperta dalla volta a semicatino.